# Deutscher Evangelischer Kirchentag 1975
Der 16. Deutsche Evangelische Kirchentag 1975 fand vom 11. bis 15. Juni 1975 in Frankfurt am Main statt. Er stand unter der Losung „In Ängsten und siehe wir leben“ (2. Kor. 6 ). Gastgebende Landeskirche war die Evangelische Kirche in Hessen und Nassau, Kirchentagspräsident der Politologe Kurt Sontheimer.

## Einladung
Es war der zweite Kirchentag in Frankfurt am Main, nach 1956. Bereits 1968 hatte es Initiativen des Kirchentages und des Zentralkomitees der deutschen Katholiken für ein Ökumenisches Pfingsttreffen 1971 in Frankfurt am Main gegeben. Dies ließ sich jedoch nicht durchsetzen, da Frankfurt infolge der Studentenbewegung und der Kaufhaus-Brandstiftungen am 2. April 1968 nicht als sicher galt. Das Ökumenische Pfingsttreffen 1971 wurde stattdessen in Augsburg ausgetragen, der Stadt des Augsburger Religionsfriedens.
Die Kirchentagslosung 1975 nahm auf diese Diskussion noch einmal Bezug. In der Einladung formulierte Kirchentagspräsident Sontheimer: „Es ist nicht ganz zufällig, daß der Leitspruch des Kirchentages 1975 ‚In Ängsten – und siehe, wir leben‘ in einer Wirtschaftsmetropole thematisiert wird, in der die Formen der Bedrohung des Menschseins in der industriellen Massengesellschaft besonders virulent sind.“

## Verlauf

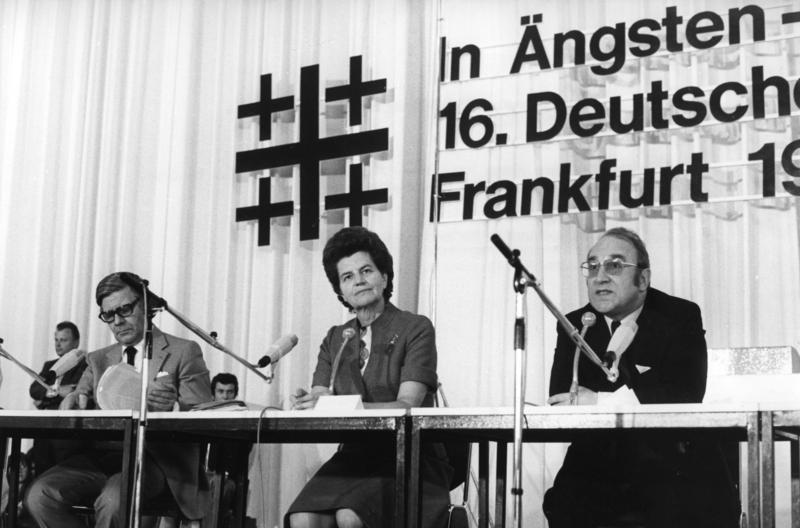
Podiumsdiskussion zum Thema „Macht und Ohnmacht der Kirche in der Gesellschaft“ am 13. Juni in der Kongresshalle (Helmut Schmidt, Liselotte Funcke, Eberhard Maseberg)

Nachdem die Zahl der Dauerteilnehmer beim vorangegangenen Kirchentag 1973 in Düsseldorf einen historischen Tiefstand erreicht hatte, stiegen in Frankfurt die Teilnehmerzahlen wieder stark an. Etwa 15.000 Dauerteilnehmer besuchten die Veranstaltungen, die überwiegend auf dem Frankfurter Messegelände stattfanden. Zum Abschlussgottesdienst im Rebstockpark kamen etwa 40.000 Besucher. Im Gottesdienst wirkten Helmut Claß, Helmut Hild, Wilhelm Kempf, Philip Potter, Kurt Scharf, Bernhard Vogel und Kurt Sontheimer mit.
Der Markt der Möglichkeiten in den Frankfurter Messehallen zog mit über 100 Kojen und Ständen viele Teilnehmer an. In den Podiumsveranstaltungen beschäftigten sich die Teilnehmer unter anderem mit der Frage, ob Pfarrer der DKP angehören dürften. Kirchenpräsident Hild hielt die Zugehörigkeit für unvereinbar mit dem Pfarramt.

## Musik
Im Vorfeld des Kirchentages wurde die christliche Band  Habakuk gegründet.  Eugen Eckert war ein Gründungsmitglied.